# Blue Flame

La Blue Flame (en français : « Flamme bleue ») est un véhicule terrestre expérimental équipé d'un moteur-fusée et destiné à battre le record de vitesse terrestre.

## Record
Le 28 octobre 1970, cette « automobile », alimentée par un mélange de peroxyde d'hydrogène et de gaz naturel, atteint 1 014,656 km/h sur le Bonneville Speedway de Bonneville Salt Flats aux États-Unis, devenant ainsi le premier véhicule terrestre à dépasser les 1 000 km/h. Le record officiel ainsi décroché par son pilote, Gary Gabelish, dura jusqu'en 1983.
En vitesse pure, la Budweiser Rocket, du nom de la marque de bière qui sponsorise le projet, aurait battu la Blue Flame dès 1979, atteignant les 1 190 km/h pendant un court instant. L'essai n'ayant pas rempli toutes les conditions requises, ce record ne fut cependant pas homologué.

## Galerie d'images

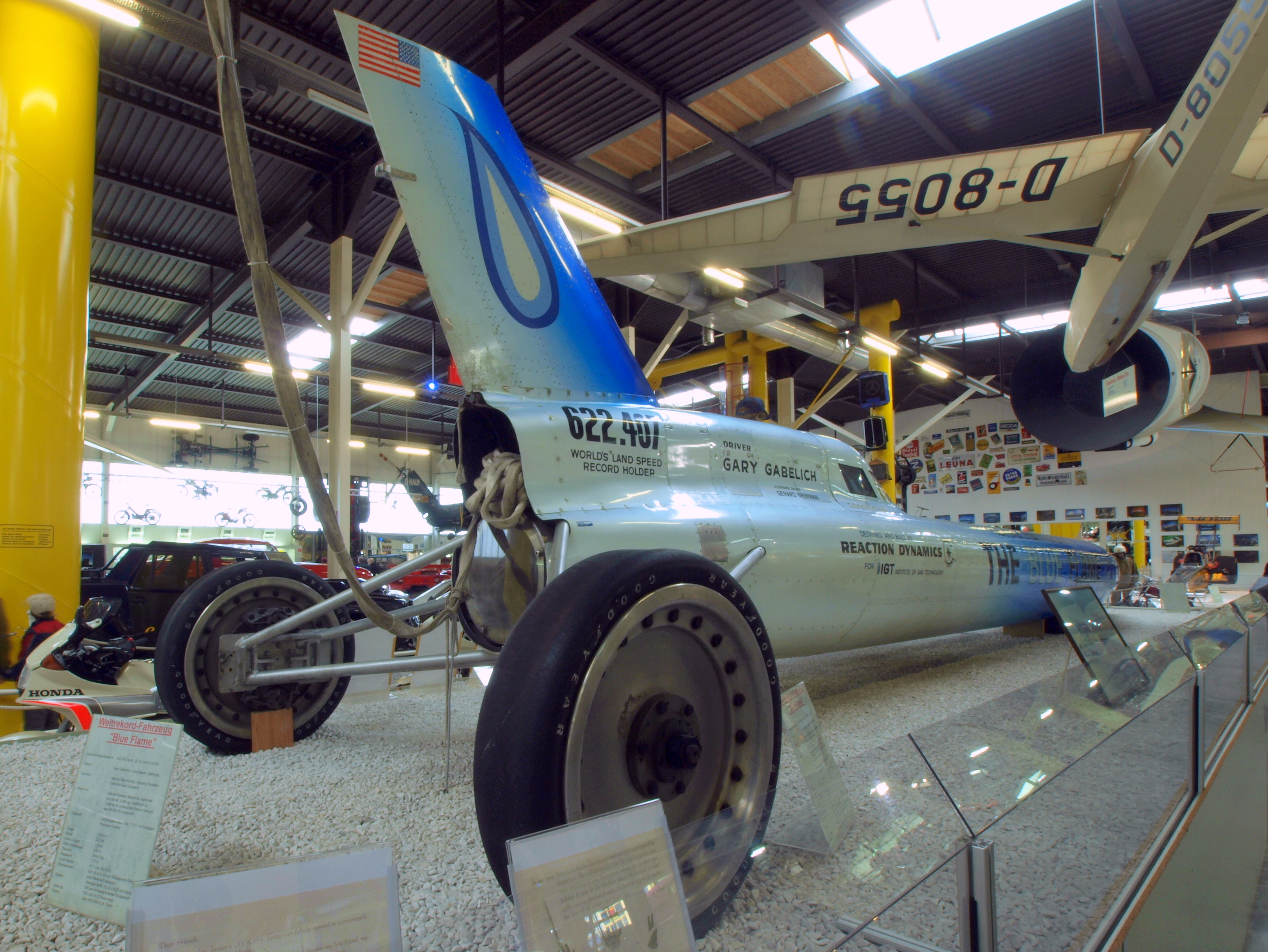
Musée automobile et technologique de Sinsheim.
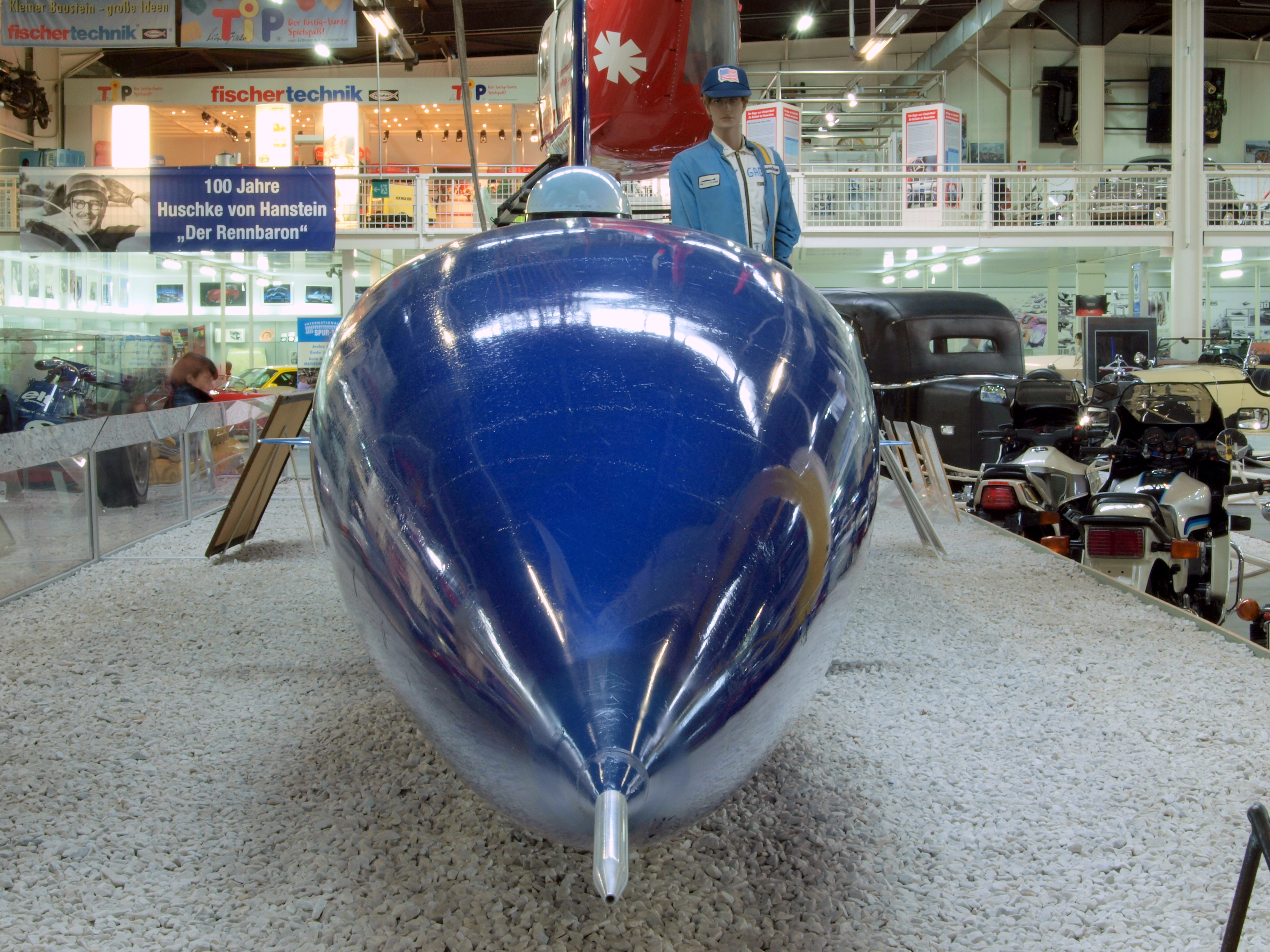
Musée de Sinsheim.
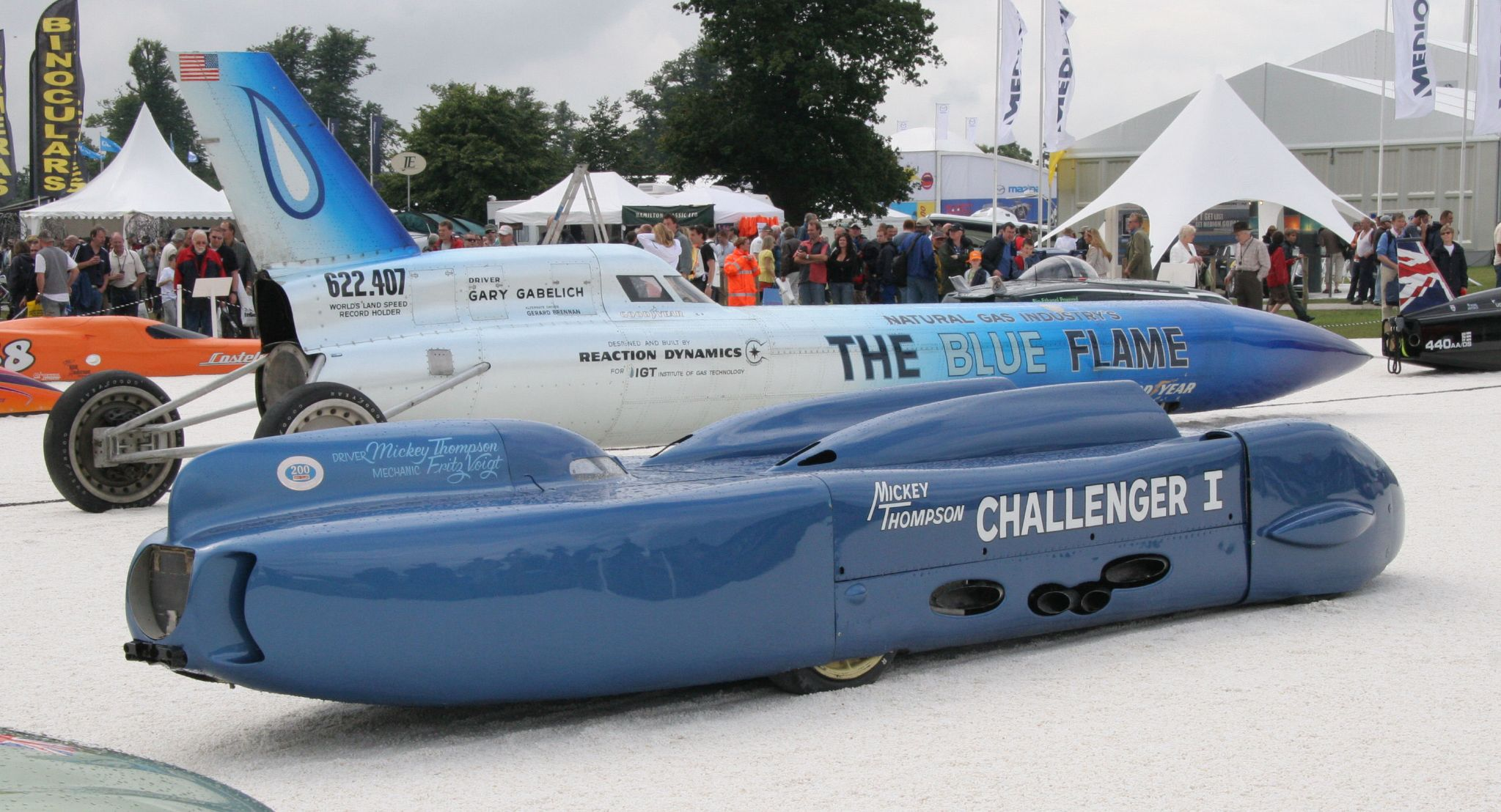
Festival de vitesse de Goodwood, 2007.
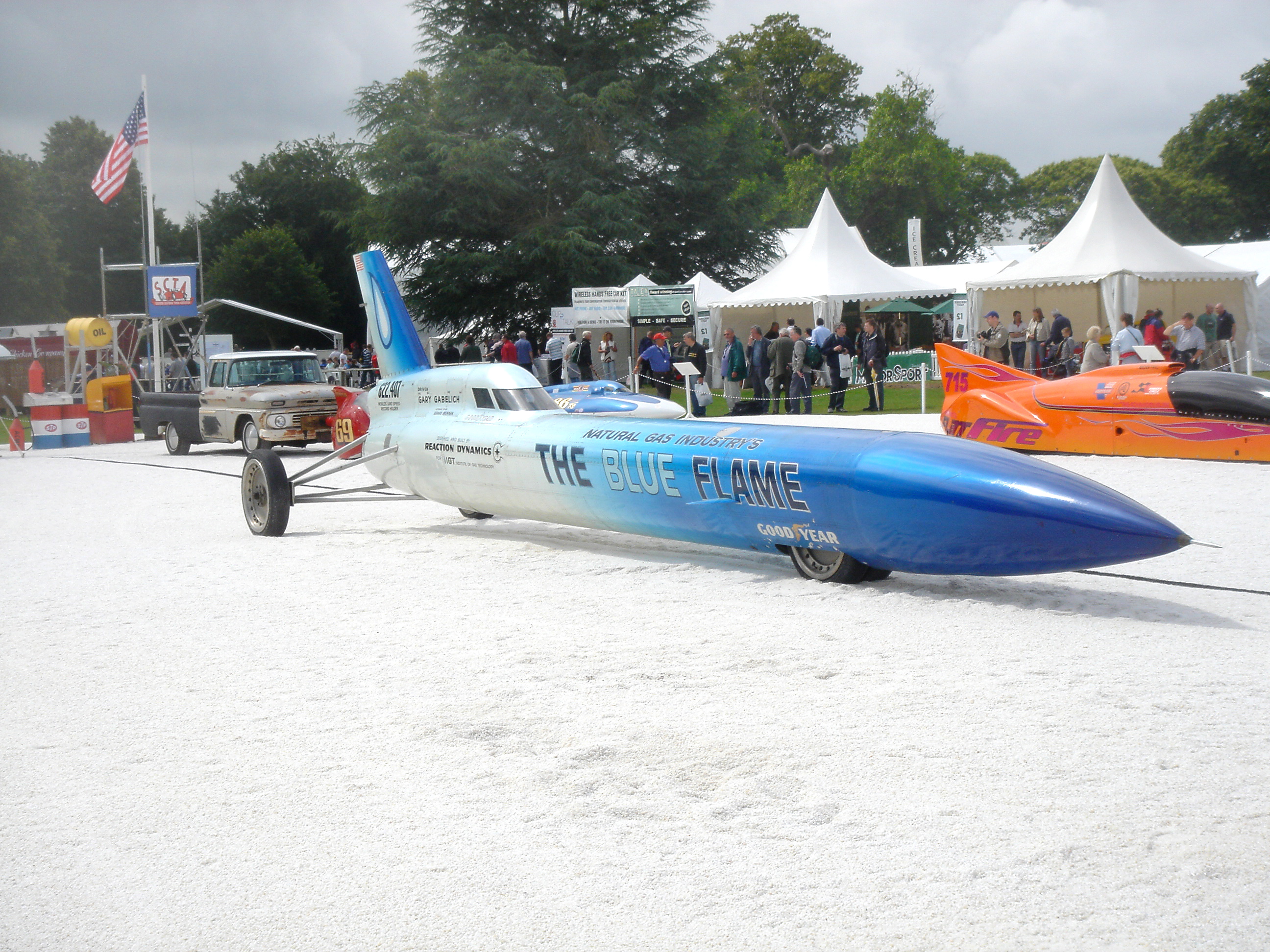
Festival de Goodwood, 2007.